# Зубрицкий, Ярослав Яремович
Ярослав Яремович Зубрицкий (укр. Ярослав Яремович Зубрицький; родился 19 ноября 1974 года во Львове, СССР) — украинский профессиональный баскетболист, игравший на позиции центрового. Мастер спорта Украины. Главный тренер баскетбольного клуба «Политехника-Галычина». Преподаватель кафедры физического воспитания Львовской политехники.

## Биография
Воспитанник львовского баскетбола. В детстве также занимался волейболом, но в 16 лет сделал окончательный выбор в пользу оранжевого мяча.
Профессиональную игровую карьеру начал в 1995 году в составе «Львовской Политехники», с которой прошёл путь от второй до высшей лиги. Впоследствии выступал за киевские «Денди-Баскет» и «ЦСКА-Рико», МБК «Одесса», болгарский «Ямболгаз» и южненский «Химик».
В 2007—2013 годах выступал за «Политехнику-Галичину», в составе которой был капитаном и одним из лидеров команды. Вместе с клубом стал бронзовым призером чемпионата УБЛ (2009).
Сезон 2013/14 провел в днепродзержинском «ДнепрАзоте», а летом 2014 года вернулся во Львов в качестве играющего тренера «Политехники-Галычины», которую впоследствии возглавил в качестве главного тренера.
В 2015 году вошёл в тренерский штаб национальной сборной Украины.

## Награды и достижения
- Чемпион Украины (1): 2001
- Обладатель Кубка Украины (2): 1998, 2000[1]
- Вице-чемпион Украины (3): 1999, 2000, 2003
- Финалист Кубка вызова (1): 2006
- Финалист Кубка Украины (1): 1997
- Чемпион Болгарии (1): 2002
- Бронзовый призёр чемпионата УБЛ (1): 2009
- Участник Матча звезд Суперлиги (1): 2009 (УБЛ)
- Лучший игрок-ветеран Суперлиги по версии iSport.ua: 2014